# Emily Peachey
Emily Anne Peachey (Alexandria, 1990. december 13. –) amerikai színésznő.

## Fiatalkora
2009-ben érettségizett a Lake Braddock Középiskolában. Jelenleg (2023) marketingkommunikációt tanul a Duquesne Egyetemen. 

## Filmográfia

### Filmek
- The Umbrella Man (2016)
- Amerikai pasztorál (2016)
- Csillagainkban a hiba (2014)
- Elhurcolva (2011)

### Televíziós szerepek
- American Rust (2021) 1 epizód
- Paradise Lost (2020) 3 epizód
- Sons of Thunder (2019) 1 epizód
- 13 okom volt (2018) 1 epizód
- Kínos (2016) 1 epizód
- Az alelnök (2014) 1 epizód
- America's Most Wanted (2008) 1 epizód